# José María Calviño

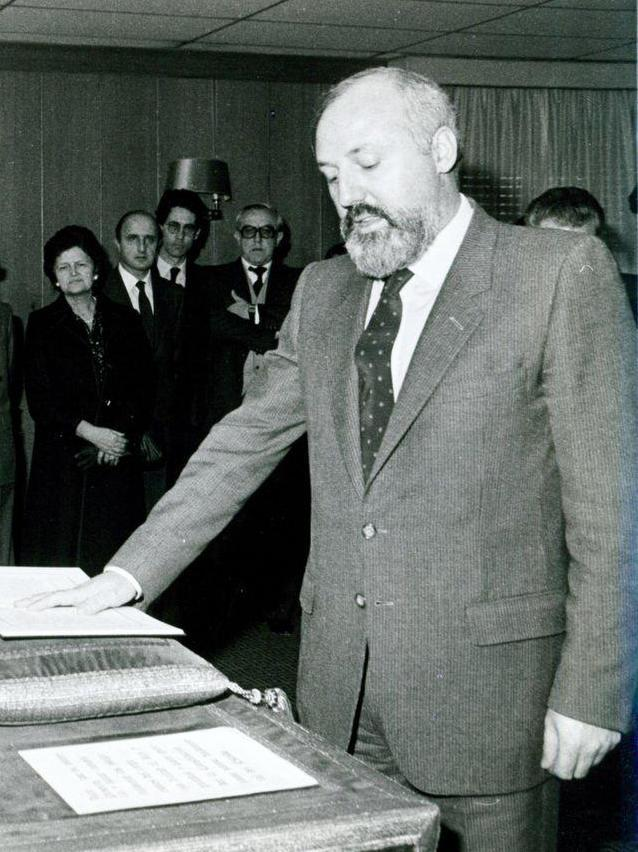
José María Calviño assume o cargo de Director Xeral de RTVE.

José María Calviño (Lalín, Pontevedra, Galiza, 1943) é um advogado espanhol.